# Pseudomys auritus
Pseudomys mimulus — вид гризунів родини мишевих (Muridae). Ареал: Австралія (Південна Австралія, Вікторія). Вид відокремлено від P. australis.
У районах, де вид жив, середня річна кількість опадів становила від 470 до 800 мм, а рослинність включала відкриті пустища, густі чагарники, відкриті чагарники та відкриті ліси та ліси з густим підліском. Вимирання, ймовірно, було спричинене поєднанням хижацтва здичавілих кішок Felis catus, розчищення земель та надмірного випасу худоби. Ця миша внесена до списку вимерлих, оскільки не було жодних записів з 1850-х років.